# Espino de la Orbada (kommunhuvudort)
Espino de la Orbada är en kommunhuvudort i Spanien.   Den ligger i provinsen Provincia de Salamanca och regionen Kastilien och Leon, i den centrala delen av landet, 160 km nordväst om huvudstaden Madrid. Espino de la Orbada ligger 800 meter över havet och antalet invånare är 311.
Terrängen runt Espino de la Orbada är huvudsakligen platt. Espino de la Orbada ligger nere i en dal som går i öst-västlig riktning. Runt Espino de la Orbada är det glesbefolkat, med 14 invånare per kvadratkilometer. Närmaste större samhälle är Cantalpino, 9,9 km sydost om Espino de la Orbada. Trakten runt Espino de la Orbada består till största delen av jordbruksmark.